# Либерално-демократическа партия (Япония)
Вижте пояснителната страница за други значения на Либерално-демократическа партия.
Либерално-демократическата партия (ЛДП) (на японски: 自由民主党) е дясноцентристка консервативна политическа партия в Япония с сегашен президент Шигеру Ишиба която e в коалиция с партия „комей“.
Тя е основана през 1955 година със сливането на Либералната и Демократическата партия и оттогава до днес е управляваща партия в страната с две прекъсвания през 1993-1994 и 2009-2012 година.

## Избори за президент на партията
изборите за президент на японската Либерал демократична партия (自由民主党総), в япония често се наричат „Избори за преминистър“ поради силата на партията във националната диета на япония. Президентът се избира чрез глас на членовете на партията.

##### Избори
- Президентски избори 2024г.

нейният лидер Ишиба Шигеру оглавява правителството след като спечели изборите за президент на либерал демократичната партия през 2024 с 31 гласа повече от опонента си бившият министър на вътрешните работи Санае Такаичи, тази малка разлика в гласовете го прави доста не популарен и спорен във япоиния.

## Избори в Националната Диета
- Избори за Долна камара на националната диета 2024г.

На изборите през 2024 година Либерално-демократическата партия получава 48% от гласовете и 191 от 465 места в долната камара на парламента което е сериозна загуба, от 2011 година либерал демократичната партия е имала мнозинство.

## Важни бивши и сегашни членове на партията[6]
фамилия - Име
- Ишиба шигеру
- Фумио Кишида
- Шиндзо Абе
- Такаичи санае
- Коизуми Шинджиро
- Коизуми Джуничиро